# Bugari
Bugari (bugarski: Българи) su južnoslavenski narod, poglavito naseljen u Bugarskoj. Broje oko 9 milijuna pripadnika.

## Ime
Ime Bugara je pod debatom, Pelliot drži da ovaj naziv znači les trouveurs, dok Keramopoulos smatra da dolazi od burgarii, bourgarioi, rimskih najmljenika hunskog porijekla stacioniranih po burgima (bourgoi; utvrdama) duž limesa. Ime Bugari (Oguri) kao nacionalno ime ne spominje se sve do druge polovice 5. stoljeća, a odnosi se za jednu zajednicu sjeverno od Crnog mora koje je bizantski car Zenon upotrijebio 482. u borbi protiv Istočnih Gota. 
Naziv Oguri u značenju ('ogur' =pleme) javlja se i u nazivima Hun Ogur (hunsko pleme ili pleme Huna) od čega dolazi i riječ Hungarija, s gubitkom glasa  'h' , Ugarska, odnosno Ugri (Mađari). Onoguri, jedan od pretka današnjih Bugara, svoje ime nose u korijenu On Ogur (deset strijela ili 10 plemena; strijela je simbol plemena). Oni su bili savez od deset plemena u kojima su Huni činili većinu. Ovi Onoguri kasnije (679. – 681.) zauzet će Dobrudžu i uspostaviti bugarsku državu od južne Besarabije uz Dunav do Loma.

## Povijest
Protobugari su se u drugom stoljeću preselili iz Središnje Azije u sjeverni Kavkaz. U drugoj polovici 4. i prvoj 5. stoljeća Protobugari prodiru u središnju i zapadnu Europu zajedno s Hunima. Poslije 453. veliko Hunsko Carstvo se raspada. U kasnom 7. stoljeću Protobugari se trajno nastanjuju na Balkanu, gdje kasnije su asimilirani od odavno već prisutnim slavenskim stanovništvom, ali prvo u 681. godine stvaraju Prvo bugarsko carstvo. Nakon usvajanja pravoslavnog kršćanstva u 864. Prvo bugarsko carstvo postalo je jedno od kulturnih centara slavenske Europe. Njegov vodeći kulturni položaj konsolidiran je izumom ćirilice u glavnom gradu Preslav uoči 10. stoljeća. Razvoj staroslavenske pismenosti u zemlji imao je ucinak sprjecavanja asimilacije Južnih Slavena u susjedne kulture, a poticao je i razvoj razlicitog etničkog identiteta. Simbioza je provedena između numerički slabih Protobugara i brojnih slavenskih plemena na tom širokom području od Dunava na sjevera, do Egejskog mora na jugu, od Jadranskog mora na zapada, do Crnog mora na istoku, koji su prihvatili zajednički etnonom "Bugari". Tijekom 10. stoljeća Bugari su uspostavili oblik nacionalnog identiteta koji je bio daleko od modernog nacionalizma, ali je pomogao im da preživljavaju kao poseban entitet kroz stoljeća.

## Etnografija
Selo - ruralni Bugari
Bugarska je pred drugi svjetki rat imala 97 gradova, a ipak 78% Bugara je živjelo na selu. Nalazimo dva tipa seoskih naselja, to su zaseoci koji su značajni za planinsko područje, napose u srednje Arde, kao i na sjevernim pristrancima Balkana. Zbijeni tip naselja nepravilnog oblika nalazimo u ravnicama, kao i u kotlinama. 
Selo je čuvar kulturnog nasljeđa, a kod ruralnih Bugara njegovi su tipni elementi razvijena obrada lana, konoplje, svile i vune. Očuvala se možda još uvijek praslavenska preslica s kǎželom na vrhu, vodoravni tkalački stan, kao i neke stare tehnike tkanja. Kako ratarstvo i stočarstvo čine glavne prihode seoskog gospodarstva, znatan dio bogatstva materijalne kulture vezan je uz ova zanimanja. Jaram je slavenskog tipa s dvije vodoravne gredice nazivane  'jarem'  i  'podbradnik' , ali očuvali su se i neki drugi običaji, a donedavno je postojala na jednom mjestu obiteljska zadruga. Starim slavenskim običajima i tradiciji pripadaju neki običaji vezani uz svadbe, pogrebe, porode, šišano kumstvo, i obredne vatre. Razni stari običaji Bugara preživjeli su kroz vrijeme i neke promjene, a pod utjecajem susjednih etničkih zajednica, kao od strane Grka (suđenice) i narodno bugarsko glazbalo gădulka s tri žice. Kod Bugara je postojao običaj nestinara, na jugoistoku Bugarske, hodanja po žaru koje se priprema za dan svetog Konstantina (vidi  Arhivirana inačica izvorne stranice od 28. svibnja 2007. (Wayback Machine)), ovo je praksa žena, koje su za tu prigodu obučene u tradicionalnu nošnju. Ovaj običaj vjerojatno je azijskog porijekla.
Seoska arhitektura - kuće
Među etnografskim značajkama ističu se i regionalne razlike gradnje kuća i popratnih objekata. U doskorašnja vremena u nizinskim predjelima, odnosno u podunavskom dijelu i na istoku gradila se kuća od naboja ili ćerpiča, da bi na jugu našli kamenu kuću. Treći tip kuće je od drveta u planinskim predjelima i brvnaru nazapadu zemlje. -Zemunica se nalazila jedino u podunavskim krajevima, inače je tipična bugarska kuća prizemnica ili na kat, s prostorom za stoku u prizemlju, i boravištem za ljude, na katu. Krovovi su pretežno četverostrani.
Nošnja
Nošnja Bugara dijeli se na dva glavna područja, to su  'belodreškovci'  (belodreskovci) na sjeverozapaddu, i černodreškovci na svom ostalom području, čija se nošnja i dalje širi na štetu belodreškovaca. Kod belodreškovaca boja se odnosi se na gornji dio suknene odjeće. U isto vrijeme kod žena se razlikuju tri značajno obilježena skupa. Na jugu i jugozapadu žene su nosile haljetak s rukavima (koji su obavezno do lakta) poznat kao saja. Saja se nosi povrh košulje i sprijeda je otvorena. U srednjin i sjevernim pojasima Bugarske javlja se sukman. On se oblači preko glave i za razliku od saje nema rukava.
Kod muškaraca imamo sukneni kaput s rukavima do lakta, šubaru, obojke i opanke, pretežno uske hlače, koje su kod belodreškovaca posve uz nogu, takozvani benevreci. Nose se i posebni pojasi, kolani s geometrijskim šarama koje tkaju i posebni obrtnici.
Narodna glazba i ples
Bugarska glazba plesovi namijenjeni su i zabavi i raznim obredima, a svakako treba spomenuti bugarski narodni ples  'horo' . Instrumenti se dijele na 3 osnovne vrste, to su žičani: gadoulka nalik violini, tambura (dranakia, dzunga, bailama) s dvije, tri, šest i osam žica; duhači instrumenti: kaval,  šupelka, gaida ili gajda, duduk, dvojanka, i još neki. kaval se upotrebljava u čitavoj Bugarskoj, a napose na području Dobrudže i Trakije.  Mali kaval zove se  'svirka'  (tsarafa, svorče) i pastirski je instrument; Instrumenti za udaranje su tapan, što ga imamo i kod Makedonaca i tarambuka. Šupelka se radi od oraha, žutike ili javora, šuplja je na obje strane i ima rupa za prste za po tri srednja prsta. Duduk je na jednu stranu zatvoren, javlja se u dvije veličine 700-780mm i 240-400mm (duduče), a u jednom kraju Sjeverne Makedonije poznate kao kavalče. Duduk se izrađuje od žutike ili javora, pa i od nekog drugog drveta. Gajde nalazimo kod Hrvata, Srba, Makedonaca, Rumunja, Turaka, Grka i Bugara, kao i na području Bosne i Albanije. Gajde se sastoje od mijeha napravljenog od ovčje ili kozje kože i tri cijevi.
Godišnji običaji
Ovi običaji su veoma brojni i vezani uz agrar i stočarstvo. Najpoznatiji su peperude, bugarska verzija dodola, pa nadalje razni obredni plesovi, među kojima su poznat ritual kalušari čiji se vođa naziva  'vataf' , i koji se bave magičnim liječenjem težih bolesnika, oni poznaju ljekovito bilje, a   obredne plesove izvode uz s drvenim jataganima. Ovi su kalušari u drugim krajevima bugarske poznati kao rousalii (rusalci).  Ritual Kukeri za vrijeme poklada, zatim lazarki u kojem posebno opremljene djevojke obilaze selom; džamali, u doba žetve prilikom kojih zamaskirani igrači obilaze selima i kupe darove. Laduvane (=pjevanje prstenu) se održavaju na dan prije Nove godine u zapadnoj Bugarskoj,  tada jedna djevojčica uz osobito pjevanje vadi iz vode prstenje svojim drugaricama aludirajući im na udaju.
Svadbeni običaji
Stari svadbeni običaji Bugara veoma su uščuvani i slavenskog su porijekla. Slavensko porijeklo nalazimo u običajima kao što su fingirane svađe svatova s mladenkinom obitelji,  'svadbeni hljebovi' , podmetanja krive mlade i nakonče ili nakoljenče (u Vojvodini se javljaju korito, sito i nakonče). Nakonče je najmlađe dijete iz mladoženjine obitelji, kojega mlada tri puta okreće sa željom da i ona ima 'tako lijepo dijete'. Postoje i mlađe, a vjerojatno i neke autohtone tradicije zajedno s crkvenim elementima. Vjenčanje se odvija u pet ili više faza: to su male zaruke ( 'malak glaveš' ), velike zaruke ( 'golem glaveš'  ili  'godež' ), vjenčanje, koje zna trajati i po 4 dana s brojnim obredima u kojima se pije  'blaga rakija' . Iza vjenčanja još se javljaju neki običaji, kao što su  'povratki' , a to su posjeti mladenaca mladenkinim roditeljima.
Kuhinja
Bugarska nacionalna kuhinja ima dugu i bogatu kulinarsku tradiciju nastalu pod slavenskim, turskim i grčkim utjecajem a najpoznatija jela su im na temelju mlijeka i mliječnih proizvoda, raznog povrća (paprika, krumpir, krastavac, rajčica, peršin), jaja i mesa. Kruh, mlijeko, kiselo mlijeko (българско кисело мляко), sir (poznata feta), krumpir, paprika, grah, voće i crvena i bijela vina glavna su bugarska hrana. Kruha Bugari mjesečno po osobi pojedu preko 10 kilogama. Kiselo mliako poznato je kao jogurt, dobiva se pod utjecajem bakterije Lactobacterium Bulgaricum, moguće da je bugarskog porijekla. Najpoznatiji specijaliteti su: razne vrste banica (баница), musake (мусака), ćevapi (каварма, kavarma kebap), sirevi ovčji-kačkavalj (kашкавал) i kravlji sir сирене ili grčka feta kod Grka poznat kao φέτα ili kod Makedonaca kao бело сирење ili сирење. Nadalje postoje razne vrste salata, kao tarator (таратор, mliječna salata ili hladna ljetna juha), šopska salata i snežanka (Снежанка), jogurt s krastavcima.

## Vanjske poveznice
- O običajima i kulturi Bugara
- Bugari u Hrvatskoj  Arhivirana inačica izvorne stranice od 25. veljače 2008. (Wayback Machine)
- Britannica Bugari